# Гіергарт (Орегон)
Гіергарт (англ. Gearhart) — місто (англ. city) в США, в окрузі Клетсоп штату Орегон. Населення — 1793 особи (2020).

## Географія
Гіергарт розташований за координатами 46°1′46″ пн. ш. 123°55′4″ зх. д. / 46.02944° пн. ш. 123.91778° зх. д. (46.029500, -123.917894).  За даними Бюро перепису населення США в 2010 році місто мало площу 4,95 км², з яких 4,93 км² — суходіл та 0,02 км² — водойми.

## Демографія
Згідно з переписом 2010 року, у місті мешкали 1462 особи в 649 домогосподарствах у складі 429 родин. Густота населення становила 295 осіб/км².  Було 1450 помешкань (293/км²).
Расовий склад населення:
| - 94,6 % — білих - 0,8 % — азіатів - 0,4 % — корінних американців - 0,3 % — чорних або афроамериканців - 0,2 % — вихідців з тихоокеанських островів - 1,7 % — осіб інших рас |

До двох чи більше рас належало 2,0 %. Частка іспаномовних становила 4,0 % від усіх жителів.
За віковим діапазоном населення розподілялося таким чином: 17,4 % — особи молодші 18 років, 64,2 % — особи у віці 18—64 років, 18,4 % — особи у віці 65 років та старші. Медіана віку мешканця становила 49,0 року. На 100 осіб жіночої статі у місті припадало 95,7 чоловіків;  на 100 жінок у віці від 18 років та старших — 95,5 чоловіків також старших 18 років.
Середній дохід на одне домашнє господарство  становив 63 347 доларів США (медіана — 49 125), а середній дохід на одну сім'ю — 67 553 долари (медіана — 57 054). Медіана доходів становила 43 636 доларів для чоловіків та 28 333 долари для жінок. За межею бідності перебувало 19,7 % осіб, у тому числі 44,8 % дітей у віці до 18 років та 4,8 % осіб у віці 65 років та старших.
Цивільне працевлаштоване населення становило 721 осіб. Основні галузі зайнятості: мистецтво, розваги та відпочинок — 23,2 %, освіта, охорона здоров'я та соціальна допомога — 14,8 %, роздрібна торгівля — 12,1 %.